# ワン・ヒット
「ワン・ヒット」(One Hit (To the Body))は、ローリング・ストーンズの楽曲。作詞・作曲はミック・ジャガー、キース・リチャーズおよびロン・ウッド。1986年発表のアルバム『ダーティ・ワーク』収録。シングルとしてもリリースされ、全米28位、全英80位を記録。

## 解説
アルバム『ダーティ・ワーク』のオープニングを飾る曲。同アルバム制作時はジャガーとリチャーズの対立が深刻化していた時期であり、二人の楽曲制作も難航したため、いくつかの曲でウッドも作曲に協力しているが、この曲はその一つである。この曲のベーシックトラックはウッドのアコースティックギターのパートから始められたが、ウッドはこの曲の録音に、リチャーズ所有のマーティン・D-18（1967年製）を使用している。ギターソロは元レッド・ツェッペリンのジミー・ペイジが弾いている。ストーンズとペイジの関係は浅くなく、ペイジがスタジオミュージシャンだった1960年代中盤には、当時のストーンズのマネージャーだったアンドリュー・ルーグ・オールダムによるプロジェクト「アンドリュー・オールダム・オーケストラ」に参加している。さらに、ストーンズの創設者であるブライアン・ジョーンズに様々な問題が起き始めた1965年頃、バンド側がペイジにジョーンズの代わりにストーンズに加入するよう打診していたことをビル・ワイマンが明かしている。しかし、ペイジが実際にストーンズのレコーディングに参加したのはこれが初めてだった。またバックコーラスに、アメリカのソウル歌手のボビー・ウーマックとドン・コヴェイの他、女優のビヴァリー・ダンジェロや、ブルース・スプリングスティーンのバックバンド、Eストリート・バンドのメンバーで後にスプリングスティーンの妻となるパティ・シャルファも参加している。
プロモーションビデオも制作されているが（監督はラッセル・マルケイ）、ここではジャガーとリチャーズが当時の二人の関係そのままに、互いに体を激しくぶつけ合うシーンも見られる。その他、この曲にはプロデュースを担当したスティーヴ・リリーホワイトのリミックスによる「ロンドン・ミックス」バージョンも存在し、これは12インチシングルとしてリリースされた。またこの曲のシングル盤のジャケットには、人間の死体を犬のような動物が食べる様子を描いたグロテスクなイラストが使用された。

## コンサート・パフォーマンス
ストーンズのコンサートにおいては、1989年の「スティール・ホイールズ／アーバン・ジャングル・ツアー」と1995年の「ヴードゥー・ラウンジ・ツアー」で披露されている。この曲のライブ・バージョンは音源、映像共に公式ライブ作品には収録されていない。

## レコーディング・メンバー
- ミック・ジャガー - リード・ボーカル[4]
- キース・リチャーズ、ロン・ウッド - エレキギター（リズム）、アコースティックギター、バッキング・ボーカル[4]
- ビル・ワイマン、ジョン・レーガン - ベース[4]
- チャーリー・ワッツ - ドラムス[4]
- チャック・リーヴェル - キーボード[4]
- ボビー・ウーマック、ドン・コヴェイ、パティ・シャルファ、ビヴァリー・ダンジェロ - バッキング・ボーカル[4]
- ジミー・ペイジ - エレキギター（リード）[4]